# 奇卡斯基亞鎮區 (堪薩斯州金曼縣)
奇卡斯基亞鎮區（英語：Chikaskia Township）為美國堪薩斯州金曼縣轄下的鎮區。2010年美国人口普查中此鎮區人口有127人。

## 地理
奇卡斯基亞鎮區涵蓋總面積為93.9平方（36.24平方英里），其中陸地面積為93.9平方（36.24平方英里），水域面積為0平方（0.00平方英里）或0.00%。海拔高度462（1,516英尺）。

## 人口統計
根據2010年美國人口普查，奇卡斯基亞鎮區人口有127人，其中男性有67人，女性有60人，人口密度為每平方公里1.35人，住房計81戶。鎮區內的白人有124人，非裔美國人有0人，美洲原住民有3人，亞裔美國人有0人，太平洋島裔美國人有0人，其他種族有0人，混血種族則有0人。此外鎮區內有10人為西班牙裔或拉丁裔美國人。此鎮區之年齡中位數為53.8歲，而男性年齡中位數為51.5歲，女性年齡中位數為56.0歲。

## 交通

### 主要公路
- 42號堪薩斯州州道